# Antarchaea poaphiloides
Antarchaea poaphiloides är en fjärilsart som beskrevs av William Schaus 1912. Antarchaea poaphiloides ingår i släktet Antarchaea och familjen nattflyn. Inga underarter finns listade i Catalogue of Life.